# Круше (Західнопоморське воєводство)
Круше (пол. Krusze, нім. Krauseiche) — село в Польщі, у гміні Мислібуж Мисліборського повіту Західнопоморського воєводства.
Населення — 49 осіб (2011).
У 1975-1998 роках село належало до Гожовського воєводства.

## Демографія
Демографічна структура станом на 31 березня 2011 року:
|          | Загалом | Допрацездатний вік | Працездатний вік | Постпрацездатний вік |
| -------- | ------- | ------------------ | ---------------- | -------------------- |
| Чоловіки | 25      | 2                  | 20               | 3                    |
| Жінки    | 24      | 5                  | 15               | 4                    |
| Разом    | 49      | 7                  | 35               | 7                    |